# Paul Söllner
Paul Söllner   (Davos, 5 de juny de 1911 - Murnau am Staffelsee, 8 d'abril de 1994) fou un remer alemany que va competir durant la dècada de 1930.
El 1936 va prendre part en els Jocs Olímpics de Berlín, on guanyà la medalla d'or en la prova del quatre amb timoner del programa de rem. Formà equip amb Hans Maier, Walter Volle, Ernst Gaber i Fritz Bauer.
Durant la Segona Guerra Mundial va lluitar a la Wehrmacht. El 1972 fou membre del Comitè Organitzadors dels Jocs de 1972.